# Chopardiana
Chopardiana là một chi bướm đêm thuộc họ Noctuidae.